# 마나롤라

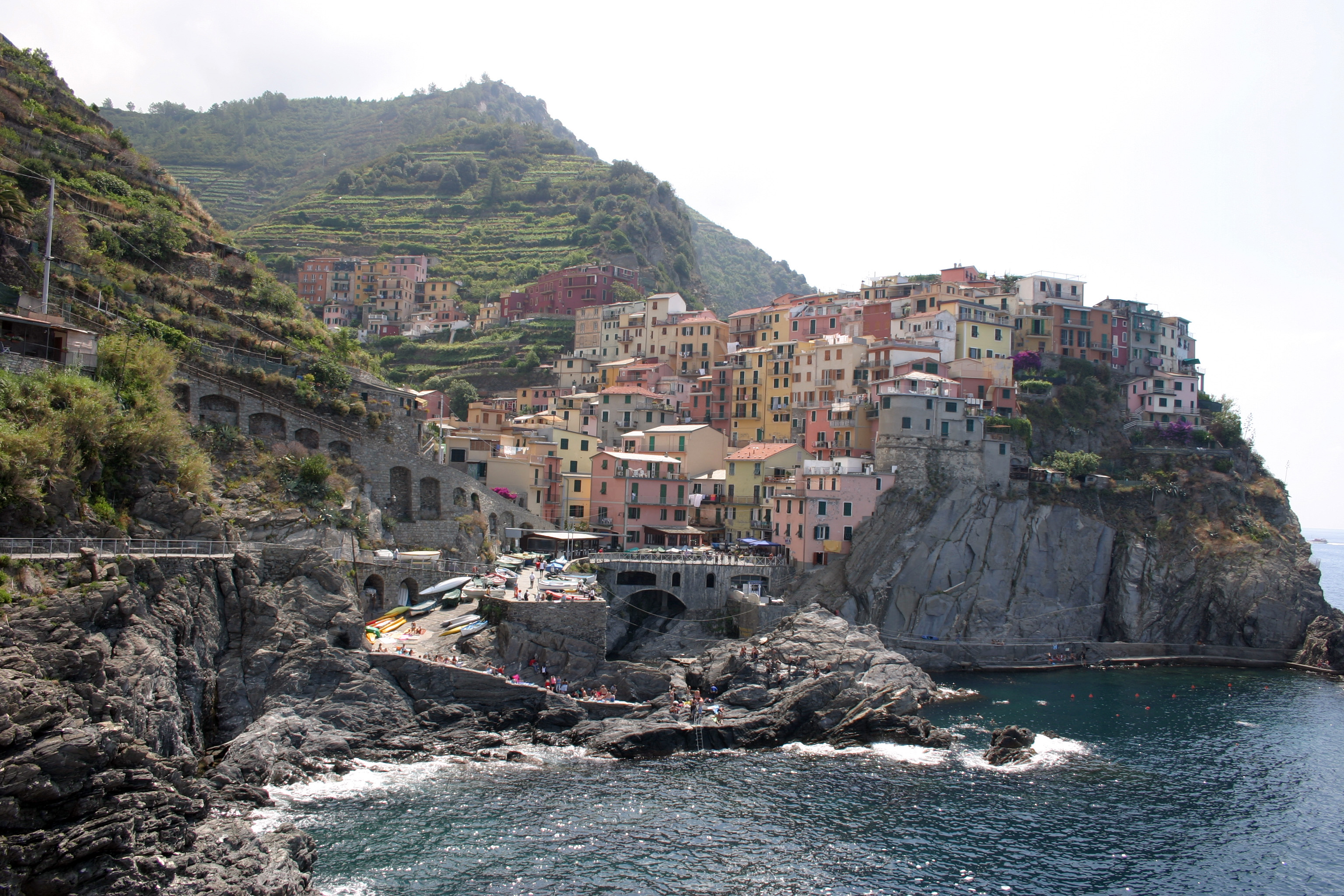
마나롤라

마나롤라(Manarola)는 이탈리아 북부의 리구리아주 라스페치아도에 있는 마을이다. 친퀘테레 국립공원의 일부이며, 해변을 따라 센티에로 아주로(Sentiero Azzuro, 푸른 산책길)가 있고, 1338년에 건축한 산 로렌초 성당이 있다.

## 같이 보기
- 몬테로소알마레
- 베르나차
- 코르닐리아
- 리오마조레